# Urbanizace

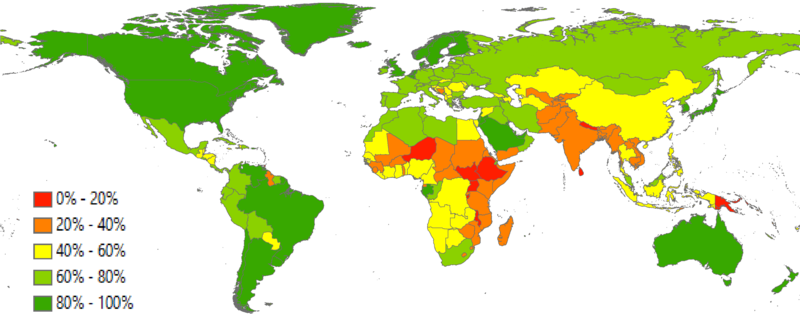
Celosvětová mapa urbanizace zobrazující procento urbanizace v jednotlivých zemích k roku 2015

Urbanizace (také poměšťování) je proces, při kterém společnost mění způsob života z venkovského na městský. S urbanizací je spojen zvyšující se podíl lidí žijících, resp. bydlících ve městech. Města se zvětšují i kvůli narůstání počtu pracujících, kteří do měst dojíždějí za prací.
Nejobecněji je urbanizace definována jako „prostorová koncentrace lidských činností i obyvatelstva projevující se změnami v chování lidí, v jejich motivacích, v kulturních vzorech i ve formách organizace společnosti. Změny jsou vyvolány životem v prostředí s velkým počtem, vysokou hustotou a značnou různorodostí obyvatel, aktivit i lidských výtvorů.“
Problematika urbanizace spadá do mnoha vědních oborů a disciplín, jimiž jsou geografie, historická geografie, sociologie, sociální dějiny, ekonomie, hospodářské dějiny, demografie, dějiny mentalit aj.
V roce 1950 žilo ve městech pouhých 30 % světové populace, zatímco v roce 2014 již 54 %. Podle Organizace spojených národů by do roku 2050 mělo ve městech žít až 66 % lidí.
K roku 2014 žilo nejvíce lidí ve městských oblastech v Severní Americe (82 %), Latinské Americe a oblasti Karibiku (80 %) a v Evropě (73 %); nejméně urbanizované oblasti byly v Africe (40 %) a Asii (48 %).

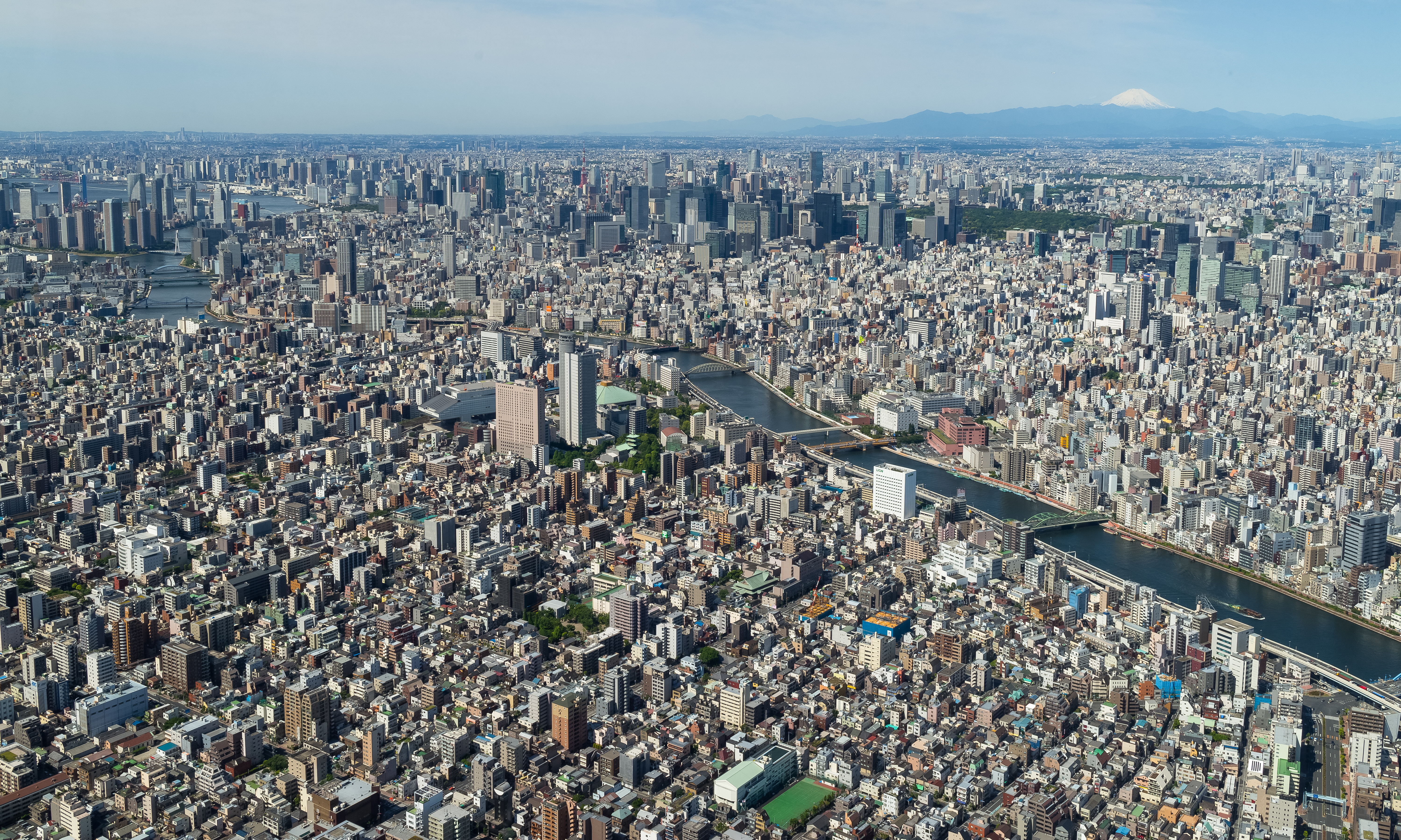
Tokio je největším městem na světě, s aglomerací má okolo 38 milionu obyvatel

## Historie
Sídliště městského typu začala vznikat v neolitu. Nejstarší města vznikla v Číně, Indii, Egyptě a na Blízkém východě. V Evropě vznikala města nejprve ve starověkém Řecku, poté ve starověkém Římě (v dnešní Itálii). Tato města byla často ohrožována dobyvateli a růstu bránily také nedostatky v dopravě, zásobení nebo hygieně. Zpravidla města vznikala tam, kde se seskupilo více zemědělců a začaly zde převládat nezemědělské činnosti (směna, obchod, řemesla), které se staly natolik dominantními, že potlačily venkovský způsob života. K urbanizaci, jak ji známe dnes, docházelo v posledních dvou staletích v Anglii.
Velká Británie začala v polovině 18. století industrializovat svou ekonomiku. To významně podpořilo stěhování obyvatel z venkova do menších či větších měst. Na začátku 19. století žilo ve městech 20 % Britů, o století později to bylo již 74 %. V ostatních státech Evropy a ve Spojených státech amerických začal proces urbanizace později. Rapidní nárůst obyvatel ilustruje skok z 60 000 obyvatel New Yorku v roce 1800 na 4,8 milionu v roce 1900. Migrace do měst neprobíhala pouze uvnitř státu, lidé z chudších oblastí Evropy se často stěhovali do Spojených států nebo do velkoměst v jiných evropských zemích.
V dnešní době lidé migrují do měst kvůli rozsáhlým sociálním benefitům, stěhují se za lepším vzděláním a zdravotní péčí nebo obecně za kvalitnějším společenským životem.

## Důsledky urbanizace
Důsledky poměšťování obyvatel mohou být pozitivní i negativní. Mezi pozitivní patří například celkové zvyšování životní úrovně a vyšší dožití, které s sebou ovšem přináší problém stárnutí populace v dané společnosti. Dalším kladným důsledkem je vyšší vzdělanost obyvatel a související lepší kvalifikace, lepší zdravotní péče, zlepšení infrastruktury nebo modernizace společnosti.
Na druhou stranu negativní je například komercializace (ve smyslu podřízení se trhu, obchodu); komerce a obchod ve městech dominují. Ve velkých městech je dostupné cokoliv a téměř kdykoliv, proto lidé často začínají žít hyperkonzumním způsobem života, který je při zvyšujícím se tempu urbanizace do budoucna neudržitelný. Častým problémem je dále míra znečištění ovzduší, míra hluku, světelný a vizuální smog, vznik městských tepelných ostrovů, dopravní zácpy nebo přelidnění. Přelidnění může vyústit v nedostatek obytných prostor, v nezaměstnanost nebo vznik chudinských čtvrtí (slum, ghetto) a může souviset s nárůstem kriminality.

### Vnímání měst společností
Od 18. století se vnímání měst a především velkoměst měnilo. Část lidí vidí poměšťování civilizace jako správný evoluční krok vedoucí ke spokojenosti, prosperitě, rozkvětu kultury a ekonomiky. Pro jiné je velkoměsto „kouřícím peklem, přecpaným agresivními davy lidí, prolezlým zločinem, násilím, korupcí a chudobou“. Chudoba se opravdu s narůstajícím bohatstvím velkoměst prohlubovala. Ve městech se – v závislosti na příjmech tamních obyvatel – začaly vyčleňovat celé čtvrtě. Problematikou se od konce první čtvrtiny 20. století zabývají sociologové. První rozsáhlé sociologické analýzy vznikaly v Chicagu, které zažilo kvůli vlně přistěhovalců prudký vzestup doprovázený růstem společenské nerovnosti (viz Chicagská škola).
Podobný problém později vznikl v rozvojových zemích, protože nekvalifikované pracovníky přitahuje město kvůli potenciálnímu zaměstnání. Zde se jim však nedaří najít natolik dobře placenou práci, aby mohli uhradit vyšší životní náklady, a proto žijí ve slumech v mizerných životních podmínkách.

## Vliv na životní prostředí
V městské zástavbě se tvoří tepelné ostrůvky, protože množství zelených ploch je menší než v okolí města. Jev je způsoben tím, že zatímco ve venkovské krajině je sluneční teplo pohlcováno odpařenou vodou, případně půdou, ve městech je obou „pohlcovačů“ významně méně a většina tepla je pohlcována asfaltem nebo budovami, což zvyšuje povrchovou teplotu města. Roční průměrná teplota ve městech nad jeden milion obyvatel tak může být o 1–3 °C vyšší než v okolí města na venkově.
Urbanizace snižuje dostupné množství obdělávatelné půdy a zároveň snižuje kvalitu vody a ovzduší. Tím vyvíjí tlak na přilehlé venkovské oblasti. Urbanizace významně přispívá ke znečištění ovzduší v důsledku zvýšených emisí z automobilů, průmyslové činnosti a stavebnictví. Koncentrace znečišťujících látek, jako jsou pevné částice (PM), oxid dusičitý (NO2) a těkavé organické sloučeniny (VOC), představují zdravotní rizika pro obyvatele měst. 
Dalším zásadním vlivem urbanizace je eutrofizace (až hypereutrofizace) vody. Je způsobena přenášením nadměrného objemu živin či znečišťujících látek (např. CO2 a jiné skleníkové plyny, příp. zbytky hnojiv, čisticích prostředků atd.) deštěm z měst do vodních zdrojů, čímž se snižuje celková kvalita vod, dochází k přemnožení planktonu a jiných mikroorganismů, což vede ke snižování obsahu kyslíku ve vodě.
Kromě toho je důsledkem urbanizace drastické dlouhodobé snižování lokální (místní) biodiverzity.
V Číně vedla urbanizace k drastickému snížení kvality ovzduší; v roce 2013(?) pouze 24 z 350 čínských prefektur splňovalo standardy kvality ovzduší WHO. Přes milion Číňanů zemřelo v roce 2012 na následky znečistění vzduchu. Počet aut v Pekingu se v období 1990–2002 zvýšil čtyřnásobně, což vedlo ke značnému zvýšení emisí.

## Významná sídla
Téměř polovina lidí žijících ve městech sídlí v menších městech s počtem obyvatel do 500 000. Jedna osmina lidí žije v jednom z 28 megaměst, která mají přes 10 milionů obyvatel. Největším městem je Tokio s aglomerací okolo 38 milionů obyvatel, následují města Nové Dillí, Šanghaj, Mexico City, Bombaj a São Paulo. Do roku 2030 má být na světě 41 megaměst.
Nejvyšší formou městského života je megapolis („velkoměsto velkoměst“). Tímto pojmem byl označen poprvé pás dlouhý 724 km a táhnoucí se od Bostonu po Washington, D. C. s přibližně 40 miliony obyvatel.